# 當代散文典藏
香港天地圖書有限公司出版，劉紹銘主編。「出版緣起」裡說：「這個系列的作品將由整個華人文學的大範圍中去精選，先集中在當代，再長期積累擴充，篇目基本上由作家自選。」
- 《品味歷程》——董橋自選集，：9629936992，2002年
- 《舊情解構》——董橋自選集，：9629937018，2002年
- 《昔我往矣》——白先勇自選集，：9629936976，2002年
- 《書畫人生》——黃永玉自選集，：962993728X，2002年
- 《生活可以如此美好》——林文月自選集，：9629937212，2002年
- 《閒在心上》——林行止自選集，：9629936860，2002年
- 《拈來趣味》——林行止自選集，：9882014569，2003年
- 《煙雨平生》——劉紹銘自選集，：9882014666，2003年
- 《恍如昨日》——喬志高自選集，：9882014836，2003年
- 《大地春雨》——鍾玲自選集，：988201836X，2004年
- 《縱目傳聲》——鄭樹森自選集，：9882111076，2004年
- 《如此繁華》——王德威自選集，：9882111408，2005年
- 《一爐煙火》——劉紹銘自選集，：9882112005，2005年
- 《寸心造化》——余光中自選集，：9882016952，2005年
- 《浪漫與偏見》——李歐梵自選集，：988211153X，2005年
- 《談文藝憶師友》——夏志清自選集，：988201464X，2006年

（以上只標示平裝版國際書號。）